# Acrobasis obliqua
Acrobasis obliqua es una especie de lepidóptero en la familia Pyralidae.

## Distribución
Se la encuentra en la zona sur de Europa.